# Mistaken Point
Mistaken Point ist eine kleine Landspitze auf der kanadischen Halbinsel Avalon in Neufundland in der Provinz Neufundland und Labrador.

## Name
Mistaken Point erhielt seinen Namen, weil es bei dem hier herrschenden, regelmäßig nebeligen Wetter immer wieder zu tödlichen Verwechselungen mit dem Kap Race kam. Seeleute, die dieser Verwechselung unterlagen und dachten, sie hätten Cape Race Harbour erreicht, segelten nach Norden, fuhren unmittelbar auf Felsen und scheiterten.

## Ecological Reserve
Am Mistaken Point befindet sich das Totalreservat Mistaken Point Ecological Reserve, das die reichhaltigsten und am besten erhaltenen präkambrischen Fossilien, die weltweit bekannt sind, enthält. Der Fundort wurde im Jahre 1967 von Shiva Balak Misra, damals ein Student der Memorial University of Newfoundland, im Rahmen seiner Masterarbeit entdeckt, als er das Fossil Fractofusus misrai fand. Die Ergebnisse wurden im Jahr 1968 in der Zeitschrift Nature veröffentlicht und das Fossil im Jahr 2007 nach ihm benannt.
Die Stelle wurde in den 1980ern als wichtige Fundstelle mit den möglicherweise ältesten Fossilien mehrzelliger Tiere in Amerika und den ältesten Tiefwasserfossilien der Welt erkannt. Darauffolgend wurde im Jahre 1987 ein 5 km langer Streifen der Küstenlinie zu einem Naturreservat erklärt, weil dieses Gebiet einer Studie zufolge das älteste Biota mit den ältesten bekannten ediacarische Fossilien ist, genau genommen die Fundstelle mit den ältesten komplex gebauten Organismen weltweit.
2004 wurde dieses Gebiet für die Liste der Welterbe der UNESCO nominiert und am 17. Juli 2016 in diese Liste aufgenommen.

## Avalonia terrane
Der  Terran, auf dem Mistaken Point liegt, wurde nach dem Terran Avalonia benannt, der in Westeuropa gefunden wurde. Er wurde im frühen Kambrium gebildet, als sich Pannotia von Gondwana (jetzt Südamerika, Afrika, Antarktika und Australien) löste. Durch die Öffnung des Nordatlantiks von Süden nach Norden im Mesozoikum und Känozoikum kam es dazu, dass sich heute Teile des ehemaligen Kleinkontinents Avalonia im nördlichen Mitteleuropa und im östlichen Nordamerika (Neufundland, Neuenglandstaaten) befinden.

## Trivia
Die kanadische Rockband The Tragically Hip erwähnte Mistaken Point in ihrem Lied "Fly", dem vierten Stück ihres 2006er Albums World Container. Das gleiche Stück enthielt auch eine Referenz an Moonbeam (Ontario).
Das Wrack der Titanic wurde am 1. September 1985 etwa 1100 km vor Mistaken Point gefunden, das wäre die kürzeste Strecke zum amerikanischen Kontinent gewesen.